# Ángel Laferrara
Ángel Ricardo Laferrara (ur. 27 marca 1917) – argentyński piłkarz grający podczas kariery na pozycji napastnika.

## Kariera klubowa
Ángel Laferrara piłkarską karierę rozpoczął w Estudiantes La Plata w 1936. W 1942 był zawodnikiem Boca Juniors, a w 1943 urugwajskiego CA Peñarol. W 1944 był zawodnikiem stołecznego Ferro Carril Oeste, w którym pożegnał się ligą argentyńską. W lidze argentyńskiej rozegrał 110 spotkań, w których zdobył 101 bramek. Potem występował jeszcze w Sud Américe Montevideo i Nueva Chicago Buenos Aires.

## Kariera reprezentacyjna
W reprezentacji Argentyny Laferrara występował w latach 1940-1942. W reprezentacji zadebiutował 18 lutego 1940 w wygranym 3-1 meczu w Copa Rosa Chevalier Boutell z Paragwajem. W 1942 uczestniczył w Mistrzostwach Ameryki Południowej, na których Argentyna zajęła drugie miejsce. Na turnieju w Urugwaju wystąpił w dwóch meczach z Peru i Chile, który był jego ostatnim meczem w reprezentacji. Ogółem w reprezentacji wystąpił w 6 meczach, w których zdobył 5 bramek.
| Mecze i gole w reprezentacji | Mecze i gole w reprezentacji | Mecze i gole w reprezentacji | Mecze i gole w reprezentacji | Mecze i gole w reprezentacji | Mecze i gole w reprezentacji | Mecze i gole w reprezentacji |
| #                            | Data                         | Miasto                       | Przeciwnik                   | Gol                          | Wynik                        | Rozgrywki                    |
| ---------------------------- | ---------------------------- | ---------------------------- | ---------------------------- | ---------------------------- | ---------------------------- | ---------------------------- |
| 1.                           | 18.02.1940                   | Avellaneda                   | Paragwaj                     |                              | 3:1                          | Copa Rosa Chevalier Boutell  |
| 1.                           | 25.02.1940                   | Asunción                     | Paragwaj                     | Gol · Gol                    | 4:0                          | Copa Rosa Chevalier Boutell  |
| 3.                           | 02.03.1940                   | Buenos Aires                 | Chile                        | Gol · Gol · Gol              | 4:1                          | Copa Presidente de Chile     |
| 4.                           | 09.03.1940                   | Buenos Aires                 | Chile                        |                              | 3:2                          | Copa Presidente de Chile     |
| 5.                           | 25.01.1942                   | Montevideo                   | Peru                         |                              | 3:1                          | Copa América                 |
| 6.                           | 31.01.1942                   | Montevideo                   | Chile                        |                              | 0:0                          | Copa América                 |